# Polyfyodontie

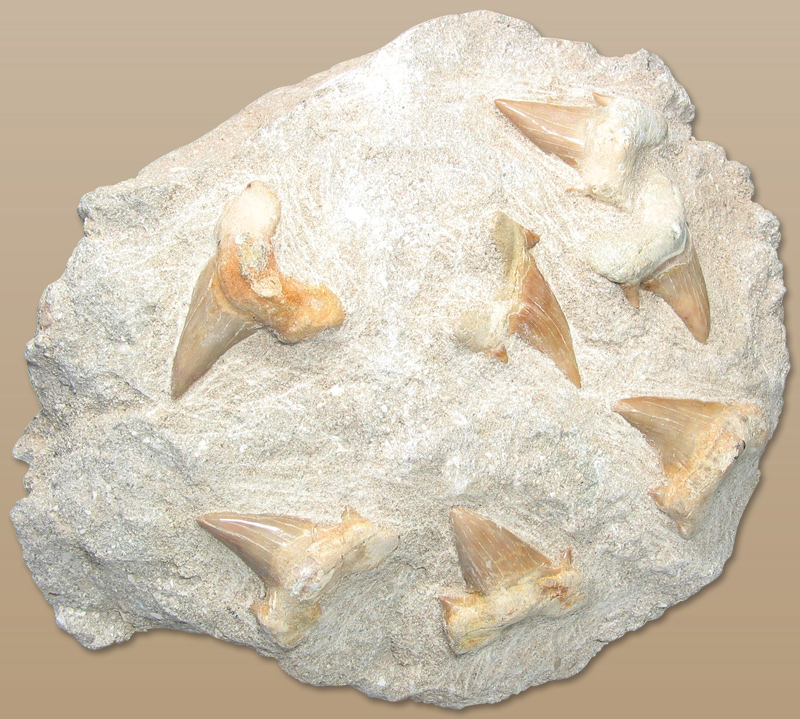
Haaientanden worden voortdurend vervangen en zijn daarom veel voorkomende fossielen

Polyfyodontie is een dierlijke eigenschap die inhoudt dat de tanden gedurende het leven voortdurend worden vervangen. Dit is anders dan bij difyodonte dieren die gekenmerkt worden door het hebben van slechts twee opeenvolgende verzamelingen van tanden. De meeste getande vissen zijn polyfyodont.
Veel reptielen zoals krokodillen, gekko's, slangen en de meeste andere gewervelde dieren zijn ook polyfyodont. In de kaken worden steeds vervangingstanden aangemaakt, meestal onder of vlak achter de oude tand. Ze groeien uit stamcellen in de lamina dentalis. Als ze uitkomen, hebben jonge dieren typisch een volledige verzameling tanden; in het ei wordt niet gewisseld. Binnen enkele dagen komt de tandvervanging op gang, normaliter achter in de kaak en zich naar voren als een golf voortzettend. Meestal gaat een tand hoogstens een paar maanden mee.
Krokodilachtigen zijn de enige gewervelde dieren buiten de zoogdieren met tandhouders, alligators krijgen tot 50 keer een kleine vervangende tand onder elke volwassen tand, om deze eenmaal per jaar te vervangen.

## Evolutie van zoogdieren
De meeste zoogdieren zijn niet polyfyodont. Hun voorouders waren dat wel maar tijdens de evolutie van de therapsida maakten de zoogdieren een fase door, waarin ze zo klein waren en kort leefden dat slijtage geen belangrijke selectiedruk opleverde om steeds het gebit te vernieuwen. In plaats daarvan ontwikkelden ze onderling sterk afwijkende tanden zodat het gebit een geheel vormde dat geschikter was om het exoskelet van geleedpotigen te kraken. Later werden ook maalkiezen ontwikkeld. Grote plantenetende zoogdieren kauwen hun voedsel. Dit vereist een verzameling van stevig bevestigde sterke tanden en een volle tandrij zonder hiaten, iets wat lastig te verenigen is met een constante tandwisseling, hoewel onder de dinosauriërs de Cerapoda en Diplodocus hierin slaagden door het gebruik van tandbatterijen.
De lamantijnen hebben geen snij- of hoektanden maar kiezen, die niet duidelijk zijn gedifferentieerd in molaren en premolaren. Deze tanden worden gedurende het leven continu vervangen, nieuwe tanden groeien aan aan de achterzijde van de rij en oudere tanden vallen in de voorste rij uit, een proces dat bekendstaat als "marcherende molaren".

### Uitzonderingen
Uitzonderingen onder de zoogdieren zijn de olifanten, kangoeroes, en lamantijnen die gedurende hun leven molaren (echte kiezen) blijven wisselen.